# OVW Television Championship
El OVW Television Championship fue un título secundario dentro de la OVW, el cual comenzó el 5 de enero de 2005 y tuvo como primer campeón a Brent Albright.

## Historia
El Campeonato Televisivo de la OVW se implementó en enero de 2005 como el campeonato secundario de la promoción, mientras era el territorio de desarrollo de la World Wrestling Entertainment. El primer campeón fue Brent Albright, quien derrotó el 25 de enero a Seth Skyfire. La primera vacancia fue durante su reinado, ya que consiguió el Campeonato Peso Pesado de la OVW, siendo despojado del título. Entonces, se realizó un torneo para coronar a un nuevo campeón, saliendo ganador Deuce Shade al derrotar a Ken Doane. El 3 de enero de 2007, Eddie Kraven ganó el campeonato. Durante su reinado, usó la Freebird Rule para nombrar co-campeón a su compañero de Bad Kompany Mike Kruel. A principios de 2008, la WWE dejó de usar la OVW como territorio de desarrollo. James Curtis, quien era el campeón, perdió el título ante Jamin Olivencia, siendo el primer campeón después de que la WWE y OVW dejaran de trabajar juntos. El 17 de agosto de 2008, el título volvió a quedar vacante después de que hubiera una controversia en la defensa. El campeón J.D. Michaels se enfrentó a Rudy Switchblade y, al finalizar el combate, hubo dos árbitros y cada uno dijo que un luchador había cubierto al otro. Debido a esto, se declaró vacante.

## Lista de campeones
| Luchador:                                   | Reinado n.º: | Derrotó a: | Fecha:                   | Lugar:                       |
| ------------------------------------------- | ------------ | --- | ------------------------ | ---------------------------- |
| Brent Albright                              | 1            | Seth Skyfire | 26 de enero de 2005      | OVW TV Tapings               |
| Vacante                                     | N/A          | Debido a que Albright se convirtió en Campeón Peso Pesado de la OVW | 18 de mayo de 2005       | OVW TV Tapings               |
| Deuce Shade                                 | 1            | Ken Doane | 8 de junio de 2005       | OVW TV Tapings               |
| Ken Doane                                   | 1            | Deuce Shade | 22 de junio de 2005      | OVW TV Tapings               |
| CM Punk                                     | 1            | Ken Doane | 9 de noviembre de 2005   | Ovw TV Tapings               |
| Aaron Stevens                               | 1            | CM Punk y Brent Albright | 4 de enero de 2006       | OVW TV Tapings               |
| Seth Skyfire                                | 1            | Aaron Stevens | 8 de marzo de 2006       | OVW TV Tapings               |
| Charles Evans                               | 1            | Seth Skyfire | 23 de agosto de 2006     | OVW TV Tapings               |
| Devon Driscoll                              | 1            | Charles Evans | 11 de octubre de 2006    | OVW TV Tapings               |
| Charles Evans                               | 2            | Devon Driscoll | 1 de noviembre de 2006   | OVW TV Tapings               |
| Seth Skyfire                                | 2            | Charles Evans | 15 de noviembre de 2006  | OVW TV Tapings               |
| Eddie Kraven & Michael Kruel                | 1            | Seth Skyfire | 3 de enero de 2007       | OVW TV Tapings               |
| Boris Alexiev                               | 1            | Michael Kruel, que defendía el título en lugar de Kraven | 24 de enero de 2007      | OVW TV Tapings               |
| Michael Kruel                               | 2            | Boris Alexiev | 7 de febrero de 2007     | OVW TV Tapings               |
| Boris Alexiev                               | 2            | Michael W. Kruel | 14 de marzo de 2007      | OVW TV Tapings               |
| Shawn Spears                                | 1            | Boris Alexiev | 17 de marzo de 2007      | OVW TV Tapings               |
| Cody Runnels                                | 1            | Shawn Spears | 6 de julio de 2007       | OVW TV Tapings               |
| Shawn Spears                                | 2            | Cody Runnels | 13 de julio de 2007      | OVW TV Tapings               |
| Ted McNaler                                 | 1            | Shawn Spears | 19 de septiembre de 2007 | OVW TV Tapings               |
| Shawn Spears                                | 3            | Ted McNaler | 24 de octubre de 2007    | OVW TV Tapings               |
| Colt Cabana                                 | 1            | Shawn Spears | 31 de octubre de 2007    | OVW TV Tapings               |
| James Curtis                                | 1            | Colt Cabana | 14 de noviembre de 2007  | OVW TV Tapings               |
| Jamin Olivencia                             | 1            | James Curtis | 20 de febrero de 2008    | OVW TV Tapings               |
| Joey Matthews                               | 1            | Jamin Olivencia | 12 de marzo de 2008      | OVW TV Tapings               |
| Tommy McNaler                               | 1            | Joey Matthews | 16 de abril de 2008      | OVW TV Tapings               |
| J.D. Michaels                               | 1            | Tommy McNaler | 4 de junio de 2008       | OVW TV Tapings               |
| Vacante                                     | N/A          | Tras una lucha frente a Switchblade que acabó con doble pinfall | 17 de agosto de 2008     | OVW TV Tapings               |
| Rudy Switchblade                            | 1            | J.D. Michaels | 27 de agosto de 2008     | OVW TV Tapings               |
| Jamin Olivencia                             | 2            | Entregado por Switchblade debido a no poder defenderlo por lesión | 15 de octubre de 2008    | OVW TV Tapings               |
| Igotta Brewski                              | 1            | Jamin Olivencia | 15 de octubre de 2008    | OVW TV Tapings               |
| Outlaw                                      | 1            | Igotta Brewski | 26 de noviembre de 2008  | OVW TV Tapings               |
| Johnny Punch                                | 1            | Outlaw | 14 de enero de 2009      | OVW TV Tapings               |
| Mike Mondo                                  | 1            | Johnny Punch | 4 de febrero de 2009     | OVW TV Tapings               |
| Jamin Olivencia                             | 3            | Mondo | 6 de mayo de 2009        | OVW TV Tapings               |
| El Uno Rojo                                 | 1            | Jamin Olivencia | 13 de mayo de 2009       | OVW TV Tapings               |
| Jamin Olivencia                             | 4            | El Uno Rojo | 10 de junio de 2009      | OVW TV Tapings               |
| Beef Wellington                             | 1            | Jamin Olivencia | 22 de julio de 2009      | OVW Futureshock              |
| Moose                                       | 1            | Wellington | 9 de septiembre de 2009  | OVW TV Tapings               |
| Vacante                                     | N/A          | Debido a interferencias de Theta Lambda Psi a favor del campeón. | 16 de septiembre de 2009 | OVW TV Tapings               |
| Kamikaze Kid                                | 1            | Shiloh Jonze | 25 de noviembre de 2009  | OVW TV Tapings               |
| Asher Knight                                | 1            | Kamikaze Kid | 30 de enero de 2010      | OVW Surviving the Steel      |
| Kamikaze Kid                                | 2            | Asher Knight | 3 de febrero de 2010     | OVW TV Tapings               |
| Shiloh Jonze                                | 1            | Kamikaze Kid | 17 de febrero de 2010    | OVW TV Tapings               |
| Kamikaze Kid                                | 3            | Shiloh Jonze | 24 de febrero de 2010    | OVW TV Tapings               |
| Jamin Olivencia                             | 5            | Paradyse | 3 de mayo de 2010        | OVW TV Tapings               |
| Ali                                         | 1            | Jamin Olivencia | 4 de junio de 2010       | OVW TV Tapings               |
| The Metal Master                            | 1            | Ali | 15 de septiembre de 2010 | OVW TV Tapings               |
| Muhammad Ali Vaez (Antes conocido como Ali) | 2            | The Metal Master | 3 de noviembre de 2010   | OVW Saturday Night Special   |
| Alex Silva                                  | 1            | Ali | 11 de diciembre de 2010  | OVW TV Tapings               |
| Muhammad Ali Vaez                           | 3            | Alex Silva | 26 de enero de 2011      | OVW TV Tapings               |
| Rudy Switchblade                            | 2            | Muhammad Ali Vaez | 23 de febrero de 2011    | OVW Saturday Night Special   |
| Muhammad Ali Vaez                           | 4            | Rudy Switchblade | 2 de abril de 2011       | OVW Saturday Night Special   |
| Jamin Olivencia                             | 6            | Muhammad Ali Vaez | 14 de mayo de 2011       | OVW TV Tapings               |
| Rudy Switchblade                            | 3            | Jamin Olivencia | 25 de mayo de 2011       | OVW TV Tapings               |
| Paredyse (Antes conocido como Kamikaze Kid) | 4            | Rudy Switchblade | 20 de julio de 2011      | OVW TV Tapings               |
| Adam Revolver                               | 1            | Paredyse | 14 de septiembre de 2011 | OVW TV Tapings               |
| Jason Wayne                                 | 1            | Adam Revolver | 21 de septiembre de 2011 | OVW TV Tapings               |
| Rocco Bellagio                              | 1            | Jason Wayne | 5 de octubre de 2011     | OVW TV Tapings               |
| Alex Silva                                  | 2            | Rocco Bellagio | 9 de noviembre de 2011   | OVW TV Tapings               |
| Adam Revolver                               | 2            | Alex Silva | 16 de noviembre de 2011  | OVW TV Tapings               |
| Ted McNaler                                 | 2            | Adam Revolver | 10 de diciembre de 2011  | OVW TV Tapings               |
| Chris Silvio                                | 1            | Ted McNaler | 21 de diciembre de 2011  | OVW TV Tapings               |
| Mohammad Ali Vaez                           | 5            | Chris Silvio | 18 de abril de 2012      | OVW TV Tapings               |
| Rob Terry                                   | 1            | Mohammad Ali Vaez | 21 de abril de 2012      | Evento en vivo               |
| Mohammad Ali Vaez                           | 6            | Rob Terry | 25 de abril de 2012      | OVW TV Tapings               |
| Jamin Olivencia                             | 7            | Mohammad Ali Vaez | 2 de junio de 2012       | OVW Saturday Night Special   |
| Mohammad Ali Vaez                           | 7            | Jamin Olivencia | 13 de junio de 2012      | OVW TV Tapings               |
| Vacante                                     | N/A          | Debido a que el árbitro ayudó a Vaez a ganarlo en una defensa. | 13 de junio de 2012      | OVW TV Tapings               |
| Mohammad Ali Vaez                           | 8            | Flash Flanagan | 7 de julio de 2012       | OVW Saturday Night Special   |
| Tony Gunn                                   | 1            | Mohammand Ali Vaez | 25 de julio de 2012      | OVW TV Tapings               |
| Ryan Howe                                   | 1            | Tony Gunn y Rob Terry | 8 de agosto de 2012      | OVW TV Tapings               |
| Alex Silva                                  | 3            | Ryan Howe | 12 de septiembre de 2012 | OVW TV Tapings               |
| Cliff Compton                               | 1            | Alex Silva | 17 de octubre de 2012    | OVW TV Tapings               |
| Vacante                                     | N/A          | Debido a una lesión de Compton, fue incapaz de defender el título, fue despojado del título. | 4 de noviembre de 2012   | OVW TV Tapings               |
| Joe Coleman                                 | 1            | James "Moose" Thomas | 7 de noviembre de 2012   | OVW TV Tapings               |
| Jamin Olivencia                             | 8            | Joe Coleman | 1 de diciembre de 2012   | OVW Saturday Night Special   |
| Cliff Compton                               | 2            | Jamin Olivencia | 5 de enero de 2013       | OVW Saturday Night Special   |
| Rockstar Spud                               | 1            | Cliff Compton | 13 de marzo de 2013      | OVW TV Tapings               |
| Randy Royal                                 | 1            | Rockstar Spud | 11 de mayo de 2013       | OVW War is Necessary         |
| Dylan Bostic                                | 1            | Randy Royal | 3 de julio de 2013       | OVW TV Tapings               |
| Flash Flanagan                              | 1            | Dylan Bostic y Rudy Switchblade | 3 de agosto de 2013      | OVW Saturday Night Special   |
| Elijah Burke                                | 1            | Flash Flanagan | 11 de septiembre de 2013 | OVW TV Tapings               |
| Shiloh Jonze                                | 2            | Eliajh Burke | 5 de octubre de 2013     | OVW Saturday Night Special   |
| Pareydse                                    | 5            | Shiloh Jonze | 20 de noviembre de 2013  | OVW TV Tapings               |
| Melvin Maximus                              | 1            | Paredyse | 4 de enero de 2014       | OVW Saturday Night Special   |
| Adam Revolver                               | 3            | Melvin Maximus | 15 de mayo de 2014       | OVW TV Tapings               |
| Melvin Maximus                              | 2            | Adam Revolver | 21 de mayo de 2014       | OVW TV Tapings               |
| Adam Revolver                               | 4            | Melvin Maximus | 11 de junio de 2014      | OVW TV Tapings               |
| Michael Hayes                               | 1            | Adam Revolver | 2 de agosto de 2014      | OVW TV Tapings               |
| Adam Revolver                               | 5            | Michael Hayes | 20 de agosto de 2014     | OVW TV Tapings               |
| Michael Hayes                               | 2            | Adam Revolver | 6 de septiembre de 2014  | OVW Saturday Night Special   |
| Chris Silvio                                | 2            | Michael Hayes | 8 de octubre de 2014     | OVW Saturday Night Special   |
| Michael Hayes                               | 3            | Chris Silvio | 1 de noviembre de 2014   | OVW Saturday Night Special   |
| Dapper Dan                                  | 1            | Michael Hayes | 20 de diciembre de 2014  | OVW Saturday Night Special   |
| Rump Thump                                  | 1            | Dapper Dan | 7 de febrero de 2015     | OVW Saturday Night Special   |
| Adam Revolver                               | 6            | Rump Thump | 25 de febrero de 2015    | OVW TV Tapings               |
| Ryan Howe                                   | 2            | Adam Revolver | 4 de abril de 2015       | OVW Saturday Night Special   |
| Adam Revolver                               | 7            | Ryan Howe | 9 de mayo de 2015        | OVW Saturday Night Special   |
| Vacante                                     | N/A          | Por decisión de Danny Davis. | 27 de mayo de 2015       | OVW TV Tapings               |
| Ryan Howe                                   | 3            | Adam Revolver | 6 de junio de 2015       | OVW Saturday Night Special   |
| Randy Royal                                 | 2            | Ryan Howe | 24 de junio de 2015      | OVW TV Tapings               |
| Dylan Bostic                                | 2            | Randy Royal | 15 de julio de 2015      | OVW TV Tapings               |
| Vacante                                     | N/A          | Debido a una lesión de Bostic. | 22 de julio de 2015      | OVW TV Tapings               |
| Randy Royal                                 | 3            | Eric Locker y Adam Wylde | 22 de julio de 2015      | OVW TV Tapings               |
| Mitch Huff                                  | 1            | Randy Royal | 7 de octubre de 2015     | OVW TV Tapings               |
| Devin Driscoll                              | 2            | Mitch Huff | 28 de octubre de 2015    | OVW TV Tapings               |
| Big Jon                                     | 1            | Devin Driscoll | 5 de marzo de 2016       | OVW Saturday Night Special   |
| Vacante                                     | —            | vacante después de que Big Jon ganara el OVW Heavyweight Championship | 20 de abril de 2016      | OVW TV Tapings               |
| Bud Dwight                                  | 1            | Derrotó a Tony Gunn en el final de un torneo de 8 hombres | 14 de mayo de 2016       | OVW Saturday Night Special   |
| Tony Gunn                                   | 2            | Bud Dwight | 1 de junio de 2016       | OVW TV Tapings               |
| Bud Dwight                                  | 2            | Tony Gunn | 17 de agosto de 2016     | OVW TV Tapings               |
| Vacante                                     | –            | Desalojado después de que Bud Dwight sufriera una lesión en el hombro | 14 de septiembre de 2016 | OVW TV Tapings               |
| Tyler Matrix                                | 1            | Derrotó a Justin Smooth en la final del torneo. | 17 de septiembre de 2016 | Live Event                   |
| Trevor Steele                               | 1            | Tyler Matrix | 5 de octubre de 2016     | OVW TV Tapings               |
| Tyler Matrix                                | 2            | Diamond, Justin Smooth, Robbie Walker, Tony Gunn y Trevor Steele | 16 de noviembre de 2016  | OVW TV Tapings               |
| Robbie Walker                               | 1            | Big Zo, Stuart Miles y Tyler Matrix | 25 de enero de 2017      | OVW TV Tapings               |
| Reverend Stuart Miles                       | 1            | Robbie Walker | 4 de marzo de 2017       | Saturday Night Special       |
| Jade Dawson                                 | 1            | Reverend Stuart Miles | 13 de mayo de 2017       | Saturday Night Special       |
| Reverend Stuart Miles                       | 2            | Chace Destiny, Damion y Jade Dawson | 14 de junio de 2017      | OVW TV Tapings               |
| David Lee Lorenze III                       | 1            | Jade Dawson y Reverend Stuart Miles | 1 de julio de 2017       | Saturday Night Special       |
| Big Zo                                      | 1            | David Lee Lorenze III | 1 de julio de 2017       | Saturday Night Special       |
| David Lee Lorenze III                       | 2            | Big Zo | 5 de agosto de 2017      | Saturday Night Special       |
| Reverend Stuart Miles                       | 3            | Adam Slade, Kevin Giza, KTD, Logan James, Paredyse, Paul Burchill y David Lee Lorenze III | 23 de septiembre de 2017 | Matt Cappotelli Benefit Show |
| Logan James                                 | 1            | David Lee Lorenze III, Randall Floyd y Reverend Stuart Miles | 7 de octubre de 2017     | Saturday Night Special       |
| Randall Floyd                               | 1            | Logan James | 11 de octubre de 2017    | OVW TV Tapings               |
| Logan James                                 | 2            | Randall Floyd | 18 de octubre de 2017    | OVW TV Tapings               |
| Randall Floyd                               | 2            | Logan James | 25 de octubre de 2017    | OVW TV Tapings               |
| Logan James                                 | 3            | Randall Floyd | 3 de febrero de 2018     | Saturday Night Special       |
| Sam Thompson                                | 1            | Logan James | 13 de junio de 2018      | OVW TV Tapings               |
| Billy O                                     | 1            | Sam Thompson | 18 de julio de 2018      | OVW TV Tapings               |
| Vacante                                     | –            | Vaciado después de una falta de defensas de Billy O | 16 de octubre de 2018    | –                            |
| Eddie Knight                                | 1            | Derrota a Dapper Dan para ganar el título vacante | 17 de octubre de 2018    | OVW TV Tapings               |
| Dapper Dan                                  | 1            | Eddie Knight | 14 de noviembre de 2018  | OVW TV Tapings               |
| Dustin Jackson                              | 1            | Dapper Dan | 21 de noviembre de 2018  | OVW TV Tapings               |
| Colton Cage                                 | 1            | Dustin Jackson | 19 de diciembre de 2018  | OVW TV Tapings               |
| Justin Smooth                               | 1            | Ca$h Flo, Dimes, Dustin Jackson, Eddie Knight y Colton Cage | 9 de enero de 2019       | OVW TV Tapings               |
| Shiloh Jonze                                | 3            | Melvin Maximus, Nigel Winters y Justin Smooth | 13 de febrero de 2019    | OVW TV Tapings Louisville,   |
| Big Zo                                      | 2            | Brandon Espinosa, Crimson, Jaden Roller, KTD, Melvin Maximus y Shiloh Jonze | 20 de febrero de 2019    | OVW TV Tapings               |
| Colton Cage                                 | 2            | Crimson, Jax Dane, Justin Smooth, Leonis Khan, Maximus Khan y Big Zo | 27 de febrero de 2019    | OVW TV Tapings               |
| Dustin Jackson                              | 2            | Amon, Big Zo, Drew Hernández, Phil Early y Colton Cage | 13 de marzo de 2019      | OVW TV Tapings               |
| Vacante                                     | –            | Vaciado después de que Dustin Jackson fuera atacado por Colton Cage y no pudiera defender el título. | 20 de marzo de 2019      | OVW TV Tapings               |
| Dimes                                       | 1            | Adam Revolver, Amon, Drew Hernandez, Matt Vine y Nigel Winters | 20 de marzo de 2019      | OVW TV Tapings               |
| Vacante                                     | –            | Vaciado después de que Dimes ganó el título de peso pesado y le dijeron que no podía tener ambos títulos | 24 de abril de 2019      | OVW TV Tapings               |
| Jessie Godderz                              | 1            | Adam Revolver, Ashton Cove, Colton Cage, Dustin Jackson and Nigel Winters | 24 de abril de 2019      | OVW TV Tapings               |
| Drew Hernandez                              | 1            | Adam Revolver, Amon, Dimes, Tony Bizo y Jessie Godderz | 26 de abril de 2019      | OVW Run for the Ropes        |
| Randall Floyd                               | 3            | Ashton Cove, Big Zo, Chace Destiny, Sam Thompson y Drew Hernandez | 22 de mayo de 2019       | OVW TV Tapings               |
| William Lutz                                | 1            | Brandon Espinosa, Drew Hernandez, Jay Bradley, Kyle Roberts y Randall Floyd | 26 de junio de 2019      | OVW TV Tapings               |
| Big Zo                                      | 1            | Ashton Cove, Drew Hernandez, KTD, Maximus Khan y William Lutz | 17 de julio de 2019      | OVW TV Tapings               |
| Jay Bradley                                 | 1            | Ashton Cove, Dustin Jackson, Randall Floyd, Sam Thompson, Shiloh Jonze y Big Zo | 31 de julio de 2019      | OVW TV Tapings               |
| Maximus Khan                                | 1            | Chace, Colton Cage, Drew Hernandez, Vineeshhh y Jay Bradley | 21 de agosto de 2019     | OVW TV Tapings               |
| Drew Hernandez                              | 2            | Brandon Espinosa, Melvin Maximus, Nigel, Shiloh Jonze y Maximus Khan | 28 de agosto de 2019     | OVW TV Tapings Louisville,   |
| Rhino                                       | 1            | Ashton Cove, Chace, Chavo Guerrero, Colton Cage y Drew Hernandez | 11 de septiembre de 2019 | OVW TV Tapings               |
| Corey Storm                                 | 1            | Ashton Cove, Dapper Dan, Drew Hernandez, Lee Holliday y Rhino | 18 de septiembre de 2019 | OVW TV Tapings               |
| Tony Gunn                                   | 3            | AJZ, Ashton Cove, Drew Hernandez, Steve Michaels y Corey Storm | 1 de octubre de 2019     | OVW TV Tapings               |
| AJZ                                         | 1            | Ashton Cove, Corey Storm, Dimes, William Lutz y Tony Gunn | 22 de octubre de 2019    | OVW TV Tapings               |
| Desactivado                                 | —            | El 30 de octubre, Tony Gunn lanzó el Campeonato de Televisión al río Ohio. El comisario de OVW Dean Hill anunció en OVW TV que debido a esto, el Campeonato de Televisión fue desactivado. También dio a conocer un nuevo título patrocinado por COLLARxELBOW. | 19 de noviembre de 2019  | OVW TV Tapings               |

## Reinados más largos
| Luchador:      | Días: | Fecha en que ganó       | Fecha en que perdió    | Notas:                        |
| -------------- | ----- | ----------------------- | ---------------------- | ----------------------------- |
| Seth Skyfire   | 168   | 8 de marzo de 2006      | 23 de agosto de 2006   | Su primer reinado             |
| Ken Doane      | 140   | 22 de junio de 2005     | 9 de noviembre de 2005 | Su primer reinado             |
| Melvin Maximus | 131   | 4 de enero de 2014      | 15 de mayo de 2014     | Su primer reinado             |
| Chris Silvio   | 119   | 21 de diciembre de 2011 | 18 de abril de 2012    | Su primer reinado             |
| Brent Albright | 112   | 26 de enero de 2005     | 18 de mayo de 2005     | Primer campeón de la historia |

## Mayor cantidad de reinados
- 8 veces: Jamin Olivencia y Mohamad Ali Vaez
- 7 veces: Adam Revolver.
- 5 veces: Kamikaze Kid/Paradyse.
- 3 veces: Shawn Spears, Rudy Switchblade, Alex Silva, Michael Hayes, Ryan Howe y Randy Royal.
- 2 veces: Charles Evans, Seth Skyfire, Boris Alexiev, Adam Revolver, Ted McNaler, Cliff Compton, Shiloh Jonze, Melvin Maximus, Chris Silvio, Dylan Bostic y Devin Driscoll.

## Datos interesantes
- Reinado más largo: Seth Skyfire, 168 días.
- Reinado más corto: Jamin Olivencia, menos de un día.
- Campeón más viejo: Flash Flanagan, 38 años.
- Campeón más joven: Alex Silva, 19 años.
- Campeón más pesado: Melvin Maximus, 320 libras (145 kg)
- Campeón más liviano: Rockstar Spud, 0 libras (0 kg)